# Oluf Hartmann
Oluf Hartmann (født 16. februar 1879; død 16. januar 1910) var en dansk maler. Han var søn af komponisten Emil Hartmann, sønnesøn af komponisten J.P.E. Hartmann, og bror til Bodil de Neergaard. 
Hartmann voksede op i et hus, hvor der var stor interesse for musik, kunst, litteratur og rejser, og allerede som dreng afslørede han et talent for at tegne. Efter undervisning hos Sophus og Gustav Vermehren blev han videreuddannet på Kunstakademiet 1896-1902 og derefter på Kristian Zahrtmanns malerskole. Hans karriere blev kun kort, men han nåede 1902-09 at foretage en del studierejser til Italien, Belgien, Halland og Paris. Han opholdt sig også hos sin søster Bodil Neergaard på herregården Fuglsang på Lolland, hvor han bl.a. traf Edvard Grieg og Carl Nielsen. 
Oluf Hartmann lavede en del raderinger og malerier med bibelske motiver og nogle billeder fra Skejten ved Fuglsang. Her mødte han måske en anden jævnaldrende maler, Olaf Rude, hvis forældre havde en gård tæt på Fuglsang, og som har malet de kendte billeder i Folketingssalen med motiver fra Skejten. Hartmann roses især for sin overlegne kompositionsfornemmelse og for sine billeders alvorlige indhold samtidig med, at de røber en sprudlende fantasi og et barokt, fantastisk lune. Han blev i samtiden betragtet som et af de lysende håb, men er siden gået i glemmebogen. Der har efter hans død jævnligt været udstillinger i Danmark, Norden og flere gange i Italien.
Hartmann udstillede på Charlottenborgs forårsudstilling 1905 og 1907, på Den Frie Udstilling 1908 og 1909, Kunstnerens efterårsudstilling 1909.
Efter hans død stiftede hans søskende Oluf Hartmanns legat for unge malere. 
Oluf Hartmann fik en meget kort kunstnerisk levetid, da han kun blev 30 år pga. en mislykket blindtarmsoperation. Han nåede kun at udstille i fem år. Hans efterladte arbejder blev udstillet i Kunstforeningen 1910.
Carl Nielsen skrev "Ved en ung Kunstners Baare" til ham.

## Udvalgte billeder
- Høstscene, Portofino (1902 – Fuglsang Kunstmuseum)
- Diogenes søger et menneske (ca. 1905 – Fuglsang Kunstmuseum)
- Jakobs kamp med englen (1906 – Aros)
- Jakobs kamp med englen (1907 – Statens Museum for Kunst)
- Striden om Patrokles' lig (1907 – Statens Museum for Kunst)
- Striden om Patrokles' lig (1907 – Silkeborg Kunstmuseum)
- To hekse, der slås (1908 – Fyns Kunstmuseum)
- Selvportræt (1908 – Carl Nielsen Museet)
- To mænd, der slås (ca. 1909 – Fuglsang Kunstmuseum)
- Tobias med fisken (1909);
- Landskab, Skejten ved Fuglsang (1909 – Fuglsang Kunstmuseum)
- Susanne (1909-10 – Statens Museum for Kunst)
- Tegninger og raderinger i Kobberstiksamlingen på Statens Museum for Kunst

| - Værker af Oluf Hartmann - Diogenes søger et menneske, ca. 1905, Fuglsang Kunstmuseum) - Jakobs kamp med englen, 1907 - To hekse der slås, 1908 Fyns Kunstmuseum |

| - Striden om Patrokles' lig, 1907 - Heksene fra Macbeth danser, 1908 - Høstlandskab (Mark med neg i traver), 1908 - To mænd der kæmper, 1894-1910 - Susanne, 1909-10 - To store træer; i baggrunden lund og hav |